# Messeix
Messeix ist eine französische Gemeinde mit 1.006 Einwohnern (Stand: 1. Januar 2022) im Département Puy-de-Dôme in der Region Auvergne-Rhône-Alpes. Sie gehört zum Arrondissement Riom und zum Kanton Saint-Ours.

## Geographie
Messeix liegt etwa 46 Kilometer westsüdwestlich von Clermont-Ferrand. Umgeben wird Messeix von den Nachbargemeinden Bourg-Lastic im Norden, Saint-Sulpice im Nordosten, Avèze im Osten, Singles im Süden und Südosten, Savennes im Süden und Südwesten, Merlines im Westen sowie Monestier-Merlines im Nordwesten
Folgende Flüsse bilden die Gemeindegrenze:
- Dordogne im Südosten,
- Chavanon im Westen und teilweise im Norden, sowie
- Clidane im Norden.

Durch die Gemeinde führt die Autoroute A89.

## Bevölkerungsentwicklung
| Jahr                       | 1962 | 1968 | 1975 | 1982 | 1990 | 1999 | 2006 | 2017 |
| Einwohner                  | 3552 | 3236 | 2524 | 2200 | 1544 | 1339 | 1195 | 1045 |
| Quellen: Cassini und INSEE |      |      |      |      |      |      |      |      |

## Sehenswürdigkeiten
- Kirche Saint-Pierre aus dem 12. Jahrhundert, Monument historique seit 1916/1980

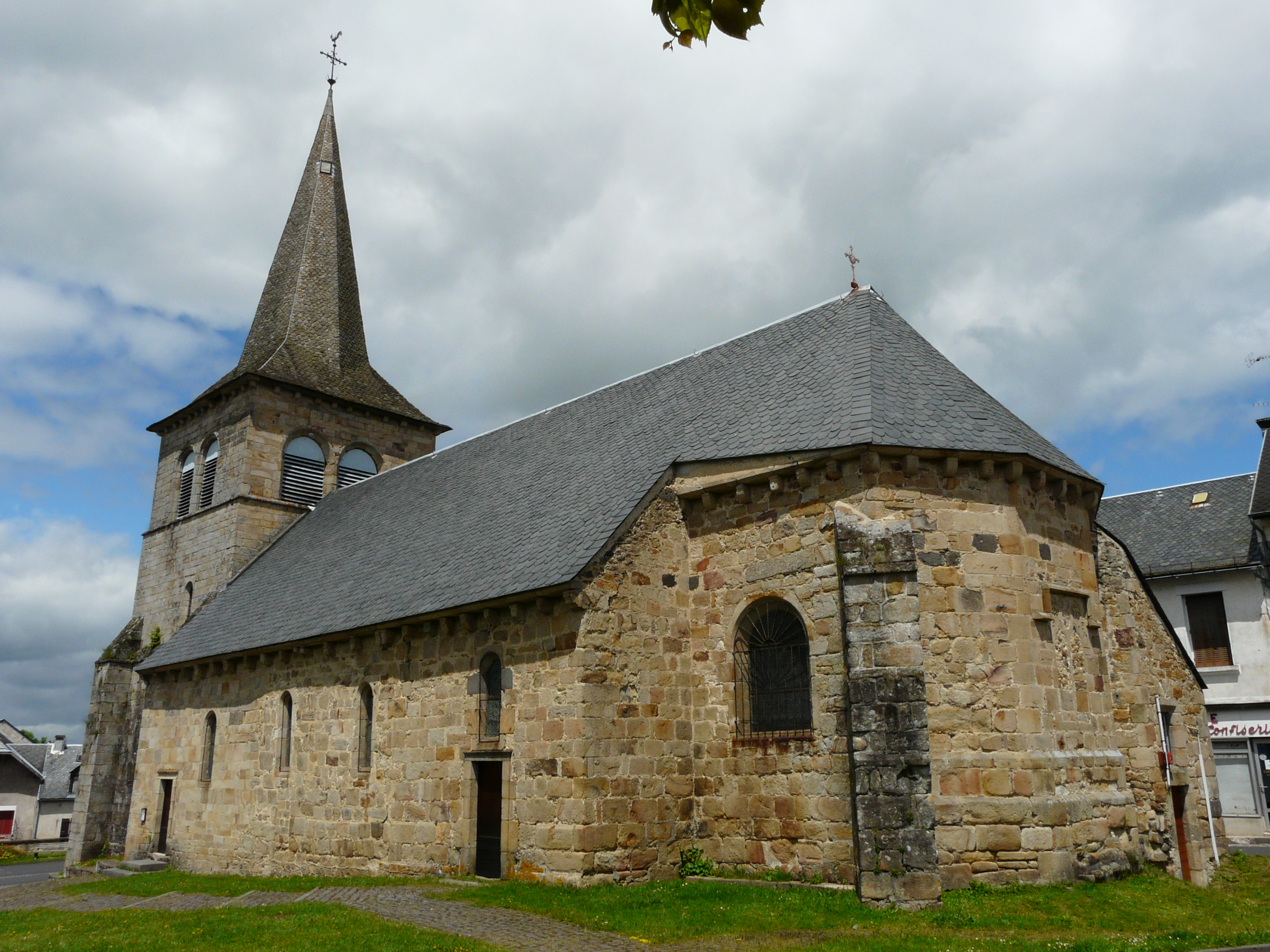
Kirche Saint-Pierre

## Persönlichkeiten
- Marius Vazeilles (1881–1973), Politiker (PCF) und Archäologe